# Tage Torkelsson
Tage Ingvar Torkelsson, född 3 juli 1907 i Hässleholm, död 17 juni 1972 i Stockholm, var en svensk målare och gallerist.
Han var son till Edvard Torkelsson och hans hustru Nilla. Torkelsson studerade konst vid Académie Colarossi i Paris och vid Liefwendals målarskola i Strängnäs samt genom självstudier under resor till Tyskland, Nederländerna, Belgien och Frankrike. Separat ställde han bland annat ut i Gärsnäs och tillsammans med Lidija Dombrovska ställde han ut på Galleri Brinken 1962. Han medverkade i samlingsutställningar arrangerade av Södertälje konstförening. För Betelkyrkan i Enskede utförde han en utsmyckning i glasmosaik. Hans konst består av abstrakta motiv utförda i skilda tekniker där han bland annat experimenterade med en blandning av oljefärg och emulsion som han målade på rispapper. Han startade det egna galleriet Mai-Li i Stockholm 1965. Torkelsson är representerad i Södertälje kommun. Han är begravd på Bolshögs kyrkogård. 